# Dave Dekker
Dave Dekker (Amsterdam, 10 juni 1997) is een Nederlands musicalacteur en zanger.

## Levensloop
In 2007 deed Dekker auditie voor de musical Ciske de Rat. Hij was vervolgens van 26 mei tot 8 oktober 2007 te zien in de serie Krijg toch allemaal de kolere, waarin de audities voor de rol van Ciske de Rat in de gelijknamige musical werden gevolgd. Dekker speelde op 5 oktober 2007 tijdens de première van Ciske de Rat, in aanwezigheid van Koningin Beatrix. Hij vertolkte deze rol in totaal 42 keer: elf keer in 2007, 22 keer in 2008 en negen keer in 2009. Zijn laatste voorstelling als Ciske de Rat vond plaats op 29 mei 2009.
In januari 2008 vroeg Danny de Munk in Carré aan Dekker of hij met hem een duet wilde opnemen. Het resultaat was Laat ons niet alleen, dat op 17 oktober 2008 verscheen op De Munks album Hart en ziel. Het duet kwam op 21 november 2008 als single binnen op nummer 24 in de top 100. Op 3 en 4 april 2009 stond Dekker in het programma van De Munk in de Heineken Music Hall (HMH), waar hij Laat ons niet alleen en Droomland zong. De dvd van dit optreden kwam uit in augustus 2009.
Dekker was op 9 en 10 april 2010 opnieuw te gast bij het 30-jarige jubileumconcert van Danny de Munk in de HMH. Hij zong daar het duet Laat ons niet alleen met Danny en zijn single Twee lege handen. In 2012 deed Dekker mee aan de eerste editie van The Voice Kids en eindigde hij als tweede. Mede hierdoor kreeg hij een platencontract en bracht hij na zijn singles Wat een Rotdag gehad en Twee lege handen het album Dit ben ik uit. In 2013 verscheen zijn single Wat 'n Droom.
In 2013 werd Dekker genomineerd voor "aanstormend talent" bij de Buma Awards. Dat jaar was hij ook te gast bij Amsterdam Live "De Parade". In november 2013 zong hij in de Sinterklaas-serie Het nieuws van Sint een sinterklaaslied met Liedjespiet Melissa Meeuwisse. De opbrengst van de dvd-verkoop van deze serie ging naar KIKA.
In januari 2016 bracht Dekker zijn single Ik kijk in je ogen uit. Vanaf 23 januari 2017 was hij drie dagen per week te zien in zijn docusoap Dave Dekker Dendert Door.
In 2017 lanceerde Dekker zijn nieuwe single Mooier dan Mooi. Deze single stond meer dan 32 weken in de Kids Top 20. Op 18 februari 2017 was hij te gast bij Xperience TV, waar hij zijn single Mooier dan Mooi zong. In oktober 2017 bracht hij drie sinterklaasnummers uit.
Al sinds zijn jonge jaren heeft Dekker in verschillende programma's opgetreden, zoals De Wereld Draait Door, Idols, All You Need Is Love, RTL Live en Mooi! Weer De Leeuw. In het theaterseizoen 2017/2018 speelde Dekker de rol van Bobby in Tina De Musical. Ook was hij te zien in de jeugdserie Bij Ron in het Kasteel. In 2018 nam Dekker deel aan het programma Topper Gezocht! maar viel af in de halve finale. In november 2018 bracht hij zijn nieuwe single Echte vriendschap uit. In 2020 deed hij mee aan het programma The voice of Holland, maar kwam niet door de blind auditions.
In 2022 deed Dekker mee aan het televisieprogramma De Alleskunner VIPS, waar hij als vijfde eindigde.

## Discografie

### Albums
| Album met eventuele hitnotering(en) in de Nederlandse Album Top 100 | Datum van verschijnen | Datum van binnenkomst | Hoogste positie | Aantal weken | Opmerkingen |
| ------------------------------------------------------------------- | --------------------- | --------------------- | --------------- | ------------ | ----------- |
| Ciske De Rat De Musical                                             | 2009                  |                       |                 |              |             |
| Dit ben ik!                                                         | 2012                  |                       |                 |              |             |

### Singles
| Single met eventuele hitnotering(en) in de Nederlandse Top 40 | Datum van verschijnen | Datum van binnenkomst | Hoogste positie | Aantal weken | Opmerkingen                                                |
| ------------------------------------------------------------- | --------------------- | --------------------- | --------------- | ------------ | ---------------------------------------------------------- |
| Laat ons niet alleen                                          | 2008                  | -                     |                 |              | als Dave / met Danny de Munk / Nr. 10 in de Single Top 100 |
| Er staat een hele grote kerstboom                             | 2009                  | -                     |                 |              | Nr. 61 in de Single Top 100                                |
| Geef mij je angst                                             | 27-01-2012            | -                     |                 |              | Nr. 95 in de Single Top 100                                |
| Toen ik je zag                                                | 23-03-2012            | -                     |                 |              | Nr. 24 in de Single Top 100                                |
| Klote dag gehad                                               | 2012                  | -                     |                 |              | Nr. 25 in de Single Top 100                                |
| Twee lege handen                                              | 2012                  | -                     |                 |              | Nr. 36 in de Single Top 100                                |
| Altijd van je houden                                          | 2012                  | -                     |                 |              |                                                            |
| Wat 'n droom                                                  | 2013                  | -                     |                 |              | Nr. 78 in de Single Top 100                                |
| Ik Kijk In Je Ogen                                            | 2016                  | -                     |                 |              |                                                            |
| Mooier Dan Mooi                                               | 2016                  | -                     |                 |              |                                                            |